# Estación de Virgen de la Peña
Virgen de la Peña es una estación de ferrocarril situada en el municipio español de Cabezón de la Sal en la comunidad autónoma de Cantabria. Forma parte de la red de vía estrecha operada por Renfe Operadora a través su división comercial Renfe Cercanías AM. Está integrada dentro del núcleo de Cercanías Cantabria al pertenecer a la línea C-2 (antigua F-1 de FEVE) que une Santander con Cabezón de la Sal.

## Situación ferroviaria
La estación se encuentra en el punto kilométrico 488,7 de la línea férrea de ancho métrico que une Oviedo con Santander, a 101 metros de altitud. El tramo es de vía única y está electrificado.

## Historia
Fue abierta al tráfico el 2 de enero de 1895 con la puesta en servicio del tramo Santander-Cabezón de la Sal de una línea que pretendía alcanzar Llanes para desde ahí unirse con la red asturiana. Las obras corrieron a cargo de la Compañía del Ferrocarril Cantábrico. En 1972, el recinto pasó a depender de la empresa pública FEVE que mantuvo su gestión hasta el año 2013, momento en el cual la explotación fue atribuida a Renfe Operadora y las instalaciones a Adif.

## La estación
Se encuentra elevada respecto a la cercana carretera N-634. Dispone de un edificio de viajeros y dos andenes: uno lateral (vía 1) cubierto por una marquesina y otro central (vías 2 y 3) que dispone de un refugio. Un almacén al que prestaba servicio la vía 3 (muerta) completa las instalaciones. A la salida de la estación en dirección Cabezón de la Sal hay un túnel.

## Servicios ferroviarios

### Cercanías
Forma parte de la línea C-2 (Santander - Cabezón de la Sal) de Cercanías Cantabria. Tiene una frecuencia de trenes cercana a un tren cada treinta o sesenta minutos en función de la franja horaria. La cadencia disminuye durante los fines de semana y festivos.